# ファンジとグレー
ファンジとグレーは、恩賜上野動物園で飼育されていたキリンのつがいである。1907年（明治40年）に生きたキリンとしては初めてドイツから日本に輸入されて、当時の人々に人気を博した。ただし2頭とも短命で、1908年（明治41年）1月にメスのグレーが死に、次いで同年3月にはオスのファンジが死亡している。

## 経緯

### 輸入までのいきさつ
日本人で初めて生きたキリンの実物を見たのは、1862年（文久2年）に江戸幕府が送りだした文久遣欧使節（38名）とされている。遣欧使節の一行は、パリ、ロンドン、ロッテルダム、アムステルダム、ベルリンの各都市で動物園を見学した。一行がキリンを見たのは、ロンドン動物園であった。当時の日記ではキリン（giraffe）に「之猟猢」（ジラーベ）という字をあてて「豹紋にして驢足（注:ロバの足を指す）、からだは人より高く、頸の長さは六尺（約1.82メートル）、頂より蹄に至るまで高さ一丈五尺（約4.55メートル）強、木葉を食いて草を食せず」と記述していた。
giraffeに「麒麟」を当てることは、桂川甫周が1799年（寛政元年）ごろに描いた「麒麟図」までさかのぼることができる。ただし甫周は実物のキリンを見たわけではなく、ヤン・ヨンストンの『動物誌』を参考にしてこの図を描いたと推定されている。その後1877年（明治10年）に田中芳男が、前年のフィラデルフィア万国博覧会で入手したgiraffeの剥製を日本に持ち帰ってきた際にも、「麒麟」という名称を使っていた。田中の持ち帰った剥製は、1882年（明治15年）に上野動物園内の博物館でも展示された。
1900年（明治33年）、帝国大学農科大学の教授で動物学者の石川千代松は東京帝室博物館天産部長兼動物園監督に任命された。ドイツ留学の経験があって日本国外の動物園事情に通じていた石川は、当時外国産の大動物といえばラクダとトラ程度しかいなかった上野動物園では「動物園」の名称に値しないと考えていた。石川は自らの職名を「ディレクター・オブ・インペリアル・ズー」（直訳すれば帝室動物園園長）として、ドイツの動物商カール・ハーゲンベックと動物取引に関する交渉を開始した。
石川とハーゲンベックの交渉による動物取引で、1902年（明治35年）10月に第1陣となる12種22点の動物が上野動物園に来園した。この中にはライオン（2頭で価格は当時約2475円）、ホッキョクグマ（2頭で約742円）、ダチョウ（2羽で約890円）などがいて、ポンドによる外貨払いで決済された。翌1903年（明治36年）には、第2陣、第3陣の動物が輸入された。当時の日本は日露戦争開戦前の不安な世相の中で動物園の観客も収入も減った時期で財政が苦しかったため、第2陣と第3陣の支払いは現金払いではなくタンチョウやシカ、ツキノワグマなどの日本産の鳥獣との「物々交換」の形式で決済された。
最初にハーゲンベックからキリンの輸入についての手紙が届いたのは、1904年（明治37年）3月9日のことであった。手紙の内容は、キリンとシマウマを1450ポンドで買わないかと購入を勧めるものであった。ハーゲンベックの提示した金額は当時の日本円で1万4500円に相当したが、当時の動物園の動物購入予算額は年間で2000円に過ぎず、とうてい手の届くものではなかった。このとき石川は、日露戦争中で動物園の観客も減り予算もないという理由でこの勧めを断っていた。日露戦争で日本が勝った翌年の1906年（明治39年）11月30日に、再度の手紙がハーゲンベックから届いた。この手紙でハーゲンベックはキリンのつがいについて知らせ、輸送料込みで1600ポンドで買わないかと勧めた上で「他にも欲しがっているところがあるので、欲しければ電報で諾否を知らせてほしい」と書いてきていた。石川はキリンを乗せた船が横浜港に入港する前に予算上の措置をすればよいと考え、翌日購入希望の返電を打った。
しかし予算上の措置どころか収容する動物舎さえできていなかった1907年（明治40年）3月15日に、キリンのつがいを載せたドイツ船パスボルグ号が横浜港に入港した。パスボルグ号にはキリンとともに、ワッヘという名のインド人男性がハーゲンベックから派遣されて乗船していた。横浜港から東京には屋根なしの貨車で鉄道輸送しようとしたが、キリンは神奈川のトンネルと品川の陸橋の下をくぐることができず、達磨船で日本橋浜町河岸に陸揚げしてから大八車2台に分乗させた。3月18日にキリンは上野動物園に到着した。このキリンのつがいはオスの名を「ファンジ」、メスの名は「グレー」といった。1906年（明治39年）12月から1957年（昭和32年）3月まで50年以上にわたって上野動物園に勤務した高橋峯吉は、自著『動物たちと50年』で「伝説にある麒麟とは似ても似つかぬおとなしそうな顔に、ちょっと意外な気がした」と当時を回想している。
キリンのつがいが予想よりも早く到着したため、上野動物園側では2つの問題を早急に解決せざるを得なくなった。1つ目はキリンを収容する場所であり、検討の結果ラクダ小屋の屋根をぶち抜き、急造のキリン舎として使用することに決まった。当時ラクダの飼育を担当していた高橋も大工と一緒にキリン舎の工事に携わり、キリンの背の高さに合わせて継ぎ足した柱に屋根代わりの筵を張り巡らせた。筵でキリンの姿を隠しては見たものの、日本橋浜町河岸からの運搬の際にもすでに見物人が集まって衆人環視の中で運ぶ羽目になったこともあって、キリンの記事が新聞にも取り上げられていた。
2つ目の問題は予算上の措置であった。石川は宮内省や財政当局への説明の際、giraffeでは理解を得られないと考えて以前田中が使った「キリン」の名称を使用した。宮内省が購入を許可しないうちにキリンが先に到着ししかもそれが周知の事実になったため、年度変わりである4月まで一般公開を延ばして予算を承認するかたちにした。
まだ予算措置ができていないうちにキリンが先に到着するという事態の責任を、石川は取らされることになった。同年5月8日に帝室博物館総長の股野琢と主事の久保田昮は、「進退伺」を宮内大臣田中光顕に提出した。この書類に添付されていた手続書には、キリン購入は数年前からの懸案であったとの記述が見られた。しかも年度変わりの4月1日から入園料を大人4銭から5銭、小人2銭から3銭とそれぞれ値上げしていたため、『物語 上野動物園の歴史』の著者小宮輝之 は「明治四十年度のあいだにキリン購入を内定していたように解釈することもできる」と指摘した。股野と久保田は譴責処分（同年6月24日付）を受けただけだったが、石川は5月15日に「願ニ依リ兼官ヲ免ズ」という辞令を宮内大臣田中光顕から受け取り、依願退職の形で上野動物園を去った。

### 上野動物園での人気、そして死
日本橋浜町河岸から上野動物園まで運搬されたキリンのつがいは、たちまち東京市民の間で大評判になった。ちょうど花見の季節に重なったこともあり、上野動物園にはキリンを見たいという群衆が押し掛ける騒ぎとなった。上野動物園側では4月3日（当時は神武天皇祭にあたり、祭日であった）にキリン舎を覆っていた筵を外して、一般公開に踏み切った。
キリンが来園した1907年（明治40年）度は、有料入園者数が4月だけで28万人を突破して入場料収入も1万4000円以上あった。年間でも入園料の値上げがあったものの、初の100万人越えを記録した
。1頭当たり8000円、輸送料込みで総額1万7000円の購入費用とキリン舎の改築・新築費など9000円の出費に対して入場料収入は4万8850円を記録し、当初予算の1万8679円に比べて約3万円の増収となった。1907年（明治40年）度の決算では、キリン舎の増改築費や暖房器具の購入に要した費用を含めて5万95円という当時の上野動物園史上で最高額の支出を要したにもかかわらず、収入は5万1001円で差し引き906円の黒字を記録している。
キリンのつがいについては、宮中でも評判になっていた。明治天皇が直々にキリンを観覧するとの話が持ち込まれ、石川の後を継いで上野動物園の最高責任者となった黒川義太郎は髙橋など飼育担当者とともにその準備にあたった。天覧当日の10月3日、髙橋たちは朝早くから移送の準備に追われた。フロックコートで正装した黒川と小ざっぱりとした制服に着替えた高橋たちは、上野動物園から宮城へ出発した。嫌がるキリンを輸送箱に入れて大八車で運搬したが、以前の経験があったので動物園内から上野広小路、日本橋を経由して坂下門に向かう道中は特段の問題もなかった。キリンを見た沿道の人々は大喜びでその後に続いて歩き、やがて長い行列にまでなったという。宮中にはキリンとともに黒川のみが入ることを許され、明治天皇や美子皇后を始め、宮内省の高官や女官なども多数がキリンを観覧して好評を博した。このことは黒川や高橋などにとって大変な名誉であり、後年高橋は「動物園にはいったことを、このうえもない幸運に思えてならなかった」と述懐している。
キリンの宮中参賀が済んで間もなく、新たなキリン舎が完成してつがいもそこに引っ越した。完成当時は暑さが残る時期だったため、キリンたちにとって過ごしやすい季節であった。やがて秋が過ぎて冬が近づいてくると、高橋たち飼育担当者はようやくなついてきた2頭が冬の寒さに耐えられるかどうか不安を覚えていた。キリンが来園する2、3年前から熱帯から来た動物向けの飼育舎には暖房設備が整っていたが、新設されたキリン舎は暖房室から遠くに位置していたため、その設備が全くなかった。
上野動物園側でも2頭を気づかって、石炭ストーブ2台をキリン舎に設置した。ただし、当時のストーブは不完全な構造だったために燃やすと人間でさえ耐えきれないほどの悪臭を発する代物であり、天井の高いキリン舎全体を暖めるには力不足でもあった。2頭のキリンは悪臭を避けるように隅で体を寄せ合い、それを見かねた高橋はキリン舎の空気を入れ換えたが、そうするとまた室温が下がっていくことの繰り返しであった。キリンたちの窮状を目の当たりにした高橋たち飼育係は、「蒸気ならなァ…」と何度も話し合っていた。
キリンたちは徐々に体力を消耗させてゆき、1908年（明治41年）1月8日、メスのグレーが力尽きた。グレーが死んだ当日、高橋は非番であり、午前9時ごろに弱り切ったグレーの様子を確かめてから帰宅した。午前11時頃に園丁が高橋にグレー危篤の一報を伝えに来たため、高橋は自宅から動物園まで急行した。高橋がキリン舎にたどり着いたときには、グレーは既に立てなくなっていて昼ごろには呼吸も停まった。オスのファンジも、グレーの後を追うように同年3月23日に死亡した。2頭の死亡の原因は高橋などが指摘したとおりキリン舎や暖房の不備が大きな要因であった。小宮は『物語 上野動物園の歴史』の中で「ドイツでの飼育事情にも精通し、動物学者でもある石川が陣頭指揮していたなら、キリンはもっと長生きしたかもしれない」と記述した。
ファンジとグレーは剥製標本とされて、帝室博物館の所蔵となった。その後関東大震災の影響で展示物が皆無となった国立科学博物館に移管されている。
当時の写真では、直立して首を伸ばした姿勢のグレーと前脚を広げて頭を下げ水を飲む姿勢をとったファンジの標本が確認できる。ただし、川田伸一郎によれば、グレーの標本は既に廃棄され、ファンジのみが現存している。ファンジの標本は、茨城県つくば市の国立科学博物館の標本収蔵庫に保存されている。

### その後
ファンジとグレーの死後、長期にわたって上野動物園はキリン不在の時代が続いた。次のキリンが来たのは、1933年（昭和8年）になってからのことであった。この年の春、東京で開催された万国婦人子供博覧会に、ハーゲンベック動物曲芸団（カール・ハーゲンベックの次男ロレンツが率いていた）が招かれた。ハーゲンベック動物曲芸団はキリンのつがいとクロサイ1頭を持っていたため、上野動物園は値段が安く知名度もあるキリンの方を購入した。
このつがいはチャド湖近くで捕獲されたナイジェリアキリンで、オスの名は「アリー」、メスは「ザイダー」といった。8月22日に上野動物園に到着したつがいは、一般公募によって「長太郎」と「高子」と改めて命名された。購入費用は2頭で2万5000円、キリン舎建設に4000円を要したものの、キリンの来園は大人気となって入園料収入で経費を賄うことができた。
高橋は当時在職していた職員の中で唯一キリン飼育の経験があったため、今回もキリンの飼育担当を任された。ファンジとグレーのときとは違って長太郎と高子には設備の整った飼育舎と広い運動場が用意されたため、2頭は到着の日から外に出て運動場を悠然と歩きまわり、観客の人気を博した。元気な2頭の姿は高橋にとっても喜ばしいことで、キリンを眺めながら「二十数年前の失敗をくりかえすまい、と私は祈る思いで自分にいいきかせるのだった」と自著『動物たちと五十年』で記述している。冬季は前回の反省をふまえて室温を下げて徐々に2頭を気候に慣らし、室外にも出したところ2頭は無事に越冬した。
2頭は繁殖にも成功し、1回双子の死産があったもののオスの「高男」と「長次郎」、メスの「ミナミ」と「フジ」が生まれている。高男は井の頭自然文化園に1942年（昭和17年）7月12日に移送されたが、わずか3日後の7月15日に腸捻転を起こして死亡した。長次郎も井の頭自然文化園に1942年（昭和17年）7月13日に移送され、1944年（昭和19年）12月17日に4歳で死亡した。高子は1945年（昭和20年）1月30日に死亡し、第二次世界大戦後まで長太郎、ミナミ、フジが生き延びた。長太郎は1947年（昭和22年）、フジは1949年（昭和24年）に死んだが、ミナミは第2次世界大戦後にアフリカから来たウガンダキリンの「タカオ」との間に3頭の子をもうけ、2頭が育っている。ミナミは生涯を上野動物園で過ごし、1962年（昭和37年）12月15日に20歳で死亡した。